# 페터 지모니셰크
페터 지모니셰크(독일어: Peter Simonischek, 1946년 8월 6일~2023년 5월 29일)는 오스트리아의 배우이다. 영화 《토니 에르트만》(2016)의 주인공 빈프리트 역을 연기하였다.

## 출연 작품
- 크레센도(2019)
- 더 인터프리터(2018)
- 쿠르스크(2018)
- 루 살로메(2016)
- 원더릭스 월드(2016)
- 토니 에드만(2016)
- 사파이어 블루(2014)
- 루드비히 2세(2012)